# Saint Louis University

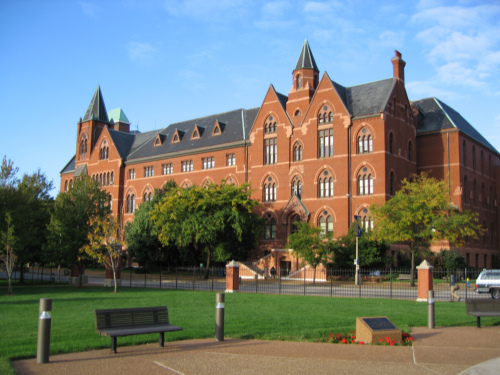
DuBourg Hall

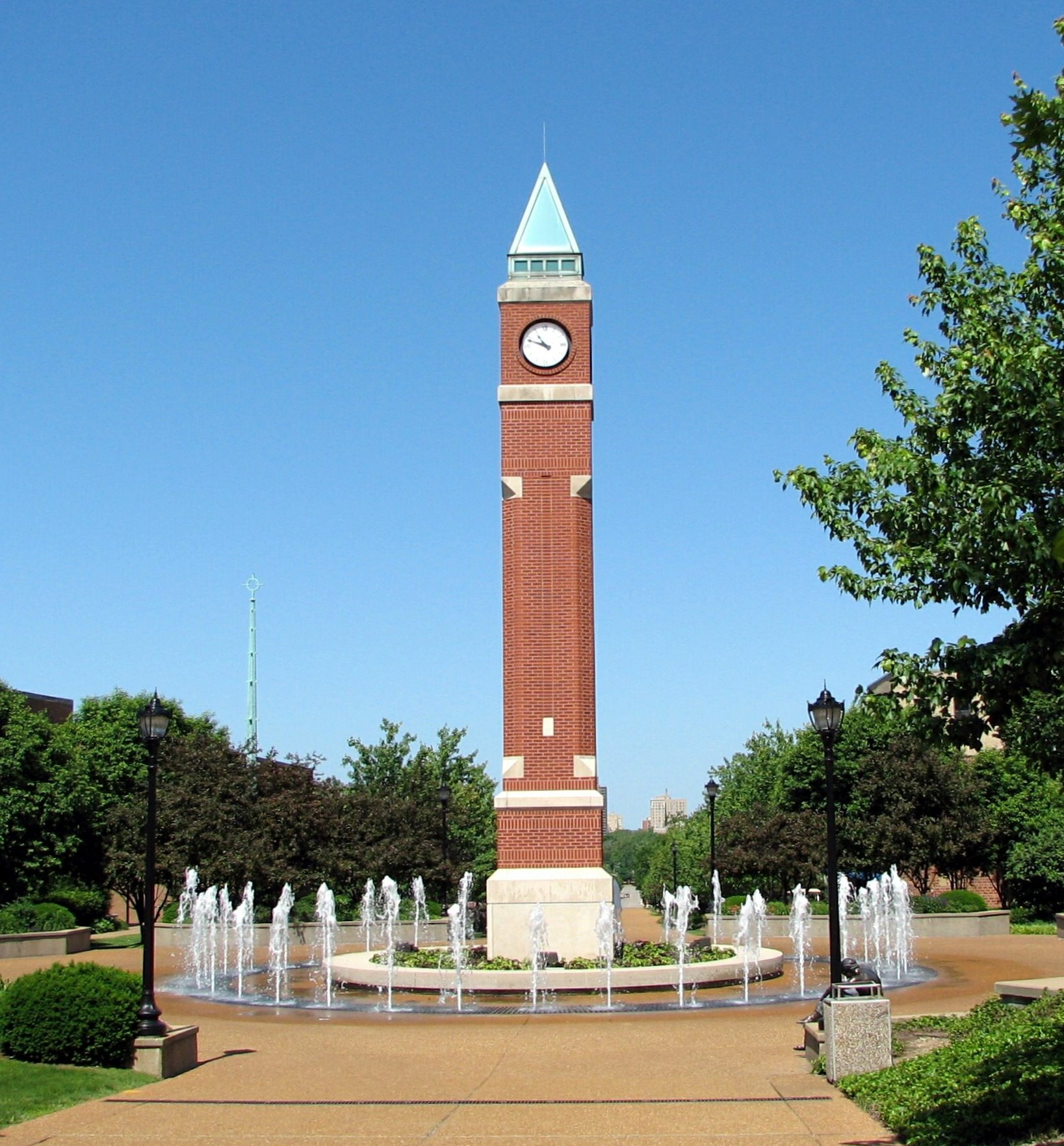
Glockenturm

Die Saint Louis University (auch SLU genannt) ist eine private Universität in St. Louis im US-Bundesstaat Missouri. Mit 13.785 Studenten ist sie die viertgrößte Jesuitenhochschule in den USA. Sie ist eine von 28 Mitgliedshochschulen der Association of Jesuit Colleges and Universities und gehört zu den fünf besten katholischen Universitäten der USA.

## Geschichte
1818 wurde die Saint Louis Academy gegründet und ist damit die älteste Jesuitenhochschule westlich des Mississippi und die zweitälteste Jesuitenhochschule der USA. An der Saint Louis University wurde der erste Doktor der Medizin westlich des Mississippi vergeben. Seit 1943 werden Afroamerikaner zum Studium zugelassen.

## Gliederung
Die Universität ist mit Stand 2022 eingeteilt in
- Zahnmedizin (Advanced Dental Education)
- Geistes- und Naturwissenschaften (College of Arts and Sciences). Dazu zählen auch die Mathematik, Physik, Chemie, Biologie; Geschichte, Sprachen, Philosophie.[5]
- Wirtschaft (Business)
- Pädagogik (School of Education)
- Ingenieurwissenschaften, Luftfahrt und Technologie (Engineering, Aviation and Technology)
- Gesundheitswissenschaften (Doisy College of Health Sciences), einschließlich Ernährungswissenschaften
- Jura (Law)
- Medizin (School of Medicine)
- Pflege (Nursing)
- Philosophie (Philosophy and Letters)
- Professional Studies (Online)
- Public Health and Social Justice
- Sozialarbeit (Social Work)

## Zahlen zu den Studierenden
Im Herbst 2020 waren 12.229 Studierende an der Universität eingeschrieben. Davon strebten 7.723 (63,2 %) ihren ersten Studienabschluss an, sie waren also undergraduates. Von diesen waren 61 % weiblich und 39 % männlich; 11 % bezeichneten sich als asiatisch, 6 % als schwarz/afroamerikanisch und 7 % als Hispanic/Latino. 4.506 (36,8 %) arbeiteten auf einen weiteren Abschluss hin, sie waren graduates. Über 135.000 lebende Personen sind Ehemalige (Alumni) der Universität.
2010 waren 13.785 Studierende eingeschrieben gewesen.

## Sport
Die Sportteams werden die Billikens genannt. Seit 2005 ist die Hochschule Mitglied der Atlantic 10 Conference.

## Professoren
- Edward Adelbert Doisy (1893–1986), Nobelpreisträger Medizin/Physiologie 1943
- Peter A. Munch (1908–1984), Soziologe
- Walter J. Ong (1912–2003), S.J., M.A. 1941, Geistlicher, Literaturwissenschaftler und Medientheoretiker
- Fritz Schajowicz (1911–1992), Knochenpathologe
- Kurt Schuschnigg (1897–1977), Bundeskanzler im Ständestaat (Österreich), 1948–1967 Professor für Politische Wissenschaft
- Thomas Alan Shippey[7] (* 1943), anglistischer und skandinavistischer Mediävist, emeritierter Professor für altenglische Sprache

## Absolventen
- Felix Biestek (1912–1994), M.A. 1940, Jesuitenpater und Hochschullehrer
- Enrique Bolaños Geyer (1928–2021), B.A. 1962, Präsident von Nicaragua 2002–2007
- Mary Deconge (* 1933), amerikanische Mathematikerin, Hochschullehrerin und ehemalige Nonne im Holy Order of the Sisters of Saint Francis
- Mark Demling (* 1951), Fußballspieler
- Vedad Ibišević (* 1984), Fußballspieler
- Andreas Katsulas (1946–2006), B.A., Schauspieler in The Fugitive und Babylon 5
- Gene Kranz (* 1933), B.S. 1954, NASA flight director
- Ed Macauley (1928–2011), NBA-Spieler
- Brian McBride (* 1972), Fußballspieler
- Robert Schediwy (* 1947), M.A. 1971, Sozialwissenschaftler und Kulturpublizist